# 林安泰古厝
25°04′21″N 121°31′49″E / 25.072412°N 121.530394°E
林安泰古厝，又稱榮泰厝（臺語：Îng-thài-tshù），是位於臺灣臺北市中山區濱江公園的四合院，原於乾隆年間建在今大安區，1978年因敦化南路拓寬而面臨拆除，引起古蹟保護運動，促進《文化資產保存法》立法，1984年遷建後作民俗文物館之用，今列歷史建築。

## 建築特色

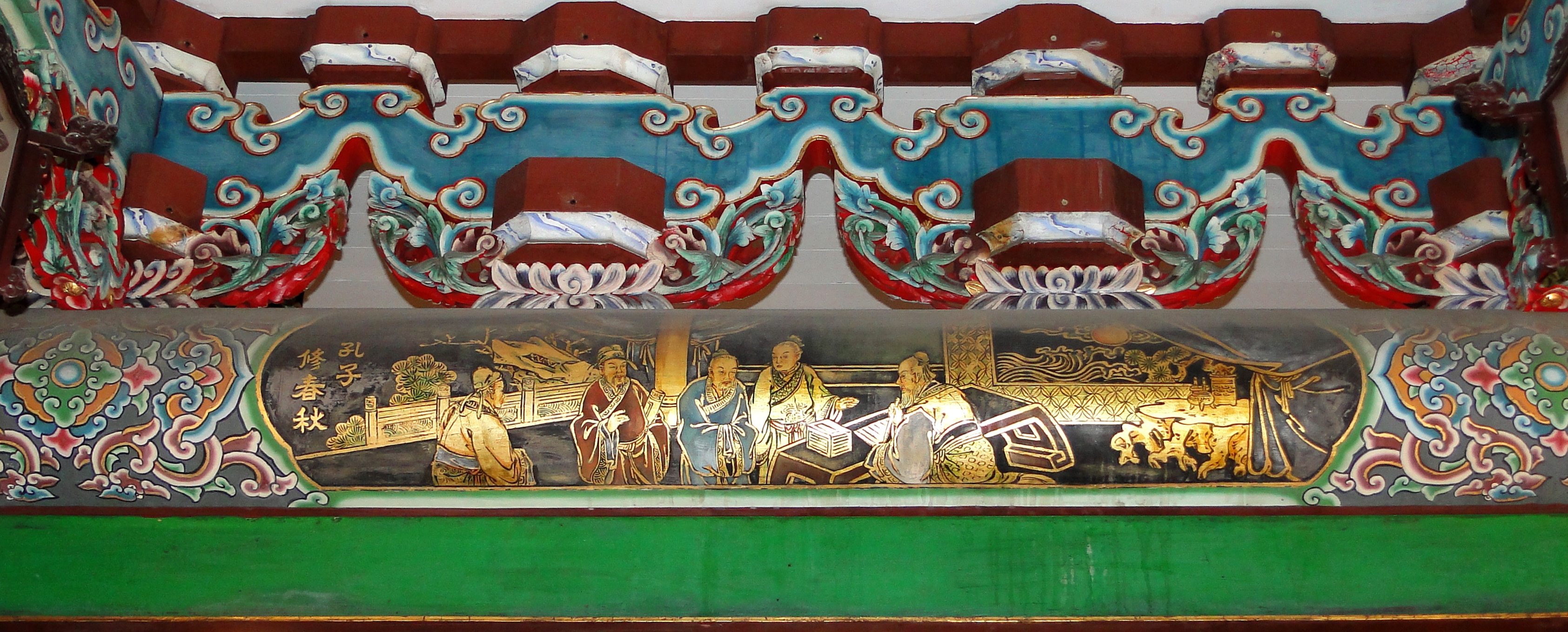
林安泰古厝裝飾

林安泰古厝為明清時期閩南風格的單層二進四合院住宅，具水形山牆、燕尾式屋脊，以祭祀祖先的正廳為中軸，前有凹巢三川門，外有前埕、月眉池。整體建築有正屋、上院、下院、左右配院、上下院次梢間、門房、過水、臥房、護院、書塾。比起一般四合院建築，前廳別具特色，將四根主要的金柱移在廳內，以擴大使用空間。建造不使用明釘，全以接榫、暗釘或楔子接合。因多次建設，所用土磚就有六種、石材三種。
進到正廳，可發現地磚特地以菱形交會成人字形，象徵家族興盛、來訪客人川流不息。透雕窗也象徵子嗣綿綿不絕，為六隻螭虎環抱一香爐。正廳神龕門各刻一百五十朵牡丹花，花姿不一，綻放程度並不相同。神龕下方以夔龍圖騰組合成「福、祿、壽、全」四字，周圍雕刻「老萊子彩衣娛親」及「堯請舜出仕」、「孫真人點龍睛」、「許真人醫虎喉」等古典故事。
在風水學上，後院兩座井為龍眼。但建築大安國中、拓通四維路時，井所在土地已被政府徵收。

## 歷史沿革

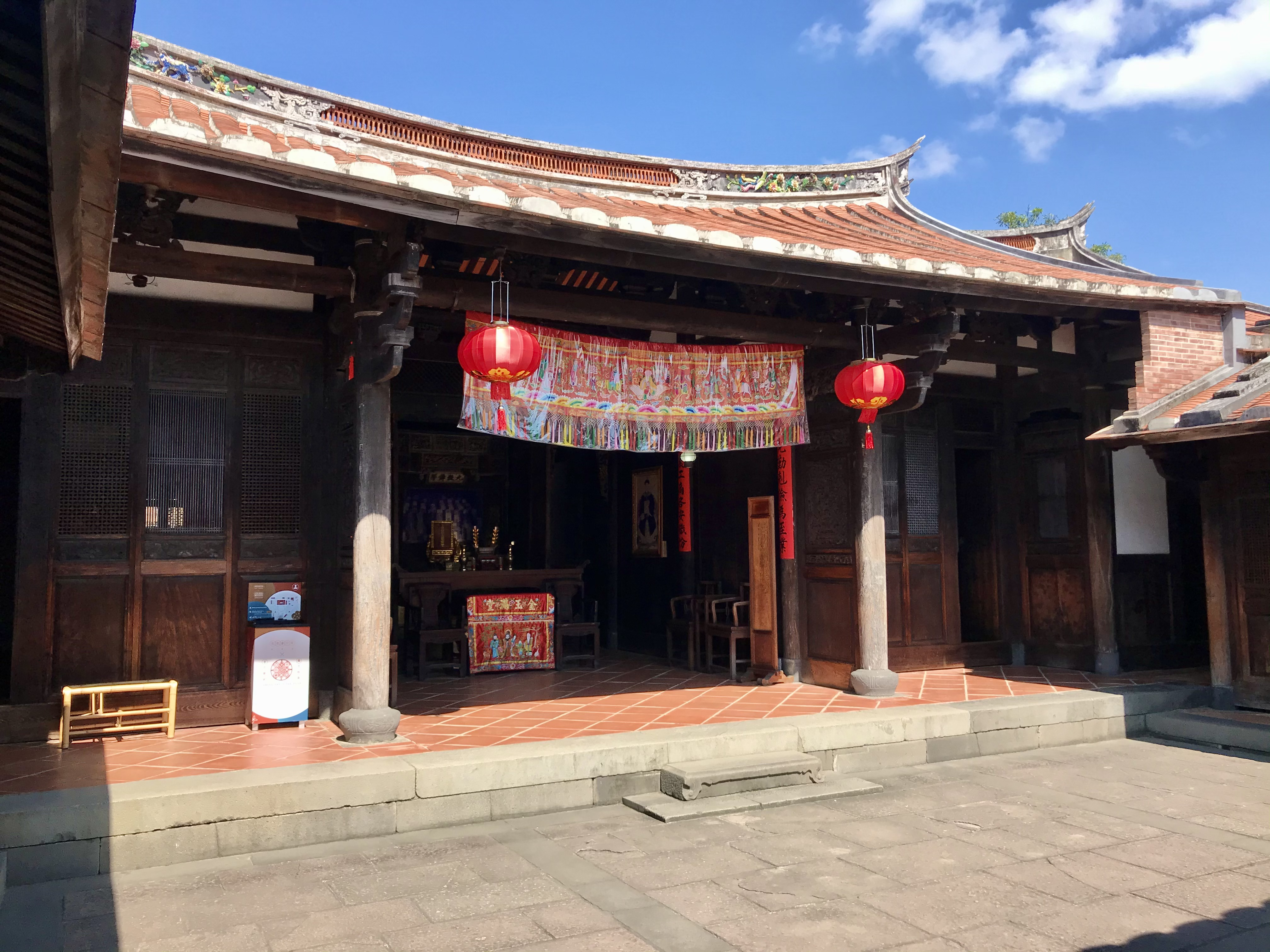
林安泰古厝正廳

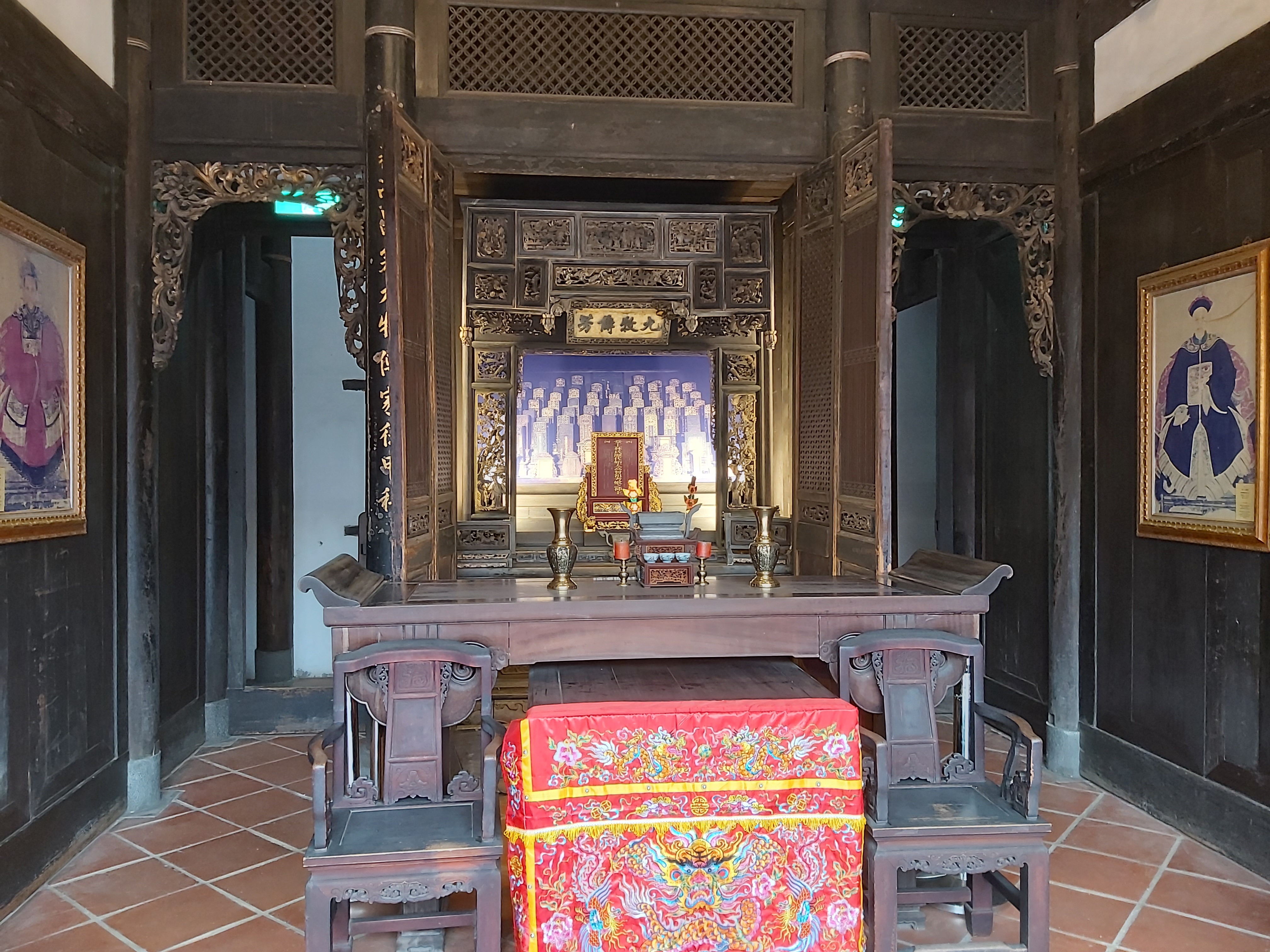
林安泰家族祖廳

### 建立緣由
乾隆十九年（1754年），福建省泉州府安溪縣積德鄉雜貨商人林欽明渡海，家族在艋舺開設名為「榮泰行」的商行，經商富有後，先在現今的羅斯福路興屋治產，至乾隆末年，又買下現在松山、內湖的地。
相傳臺北有「一鳥、二關刀、三蛇、四蓮花」四大風水穴，其中「三蛇」原位於四維路141號的林安泰古厝所在，又稱「南蛇拜斗，蛇頭向七星」。林欽明四子林志能從福建請來的風水師，選在這地興建大宅。當時淡水河支流可直通到現在的敦化南路附近，故建屋所需的閩南磚、黑心石、福杉都可直接由船運到工地。約建於乾隆四十八（1783年）至五十年（1785年）興建，宅名「安泰」取自安溪地名以及榮泰行的「泰」，建築面積二百六十四坪，前後經五次闢建，道光初（1820年代）才完工，地基隙縫刻意填塞道光通寶、內護龍條環木板也刻著道光通寶造型。

### 家族資產
臺北古諺有「擁有榮泰厝，不知榮泰富；有榮泰富，蓋不出榮泰厝」。林安泰古厝由林志能的六個兒子後裔以一年一輪方式管理。林志能的長子林先平夫妻於古厝正廳有懸掛容像。該家族最盛時期，擁有今日台北巿三分之一土地、臺灣大學、舊三軍總醫院等過去也都是林家土地，舊三總院內還有林家祖墳。據後裔林耀義從父執輩講述，昔日他們從家走到松山，根本不需經過別人土地。日治時期，日本政府開始對擁有廣大土地的林家課以土地稅，林家只好以捐土地方式抵稅，家族一度盛轉衰。
戰後臺北市區往東發展，林安泰家族遂成臺北市房地產界的大戶，坐擁市內許多精華地段的不動產和土地。1970年代，他們轉營紡織業，設立榮泰等六家紡織公司，總投資額逾百億元，公司員工總數曾多達六千餘人。

### 面臨拆遷

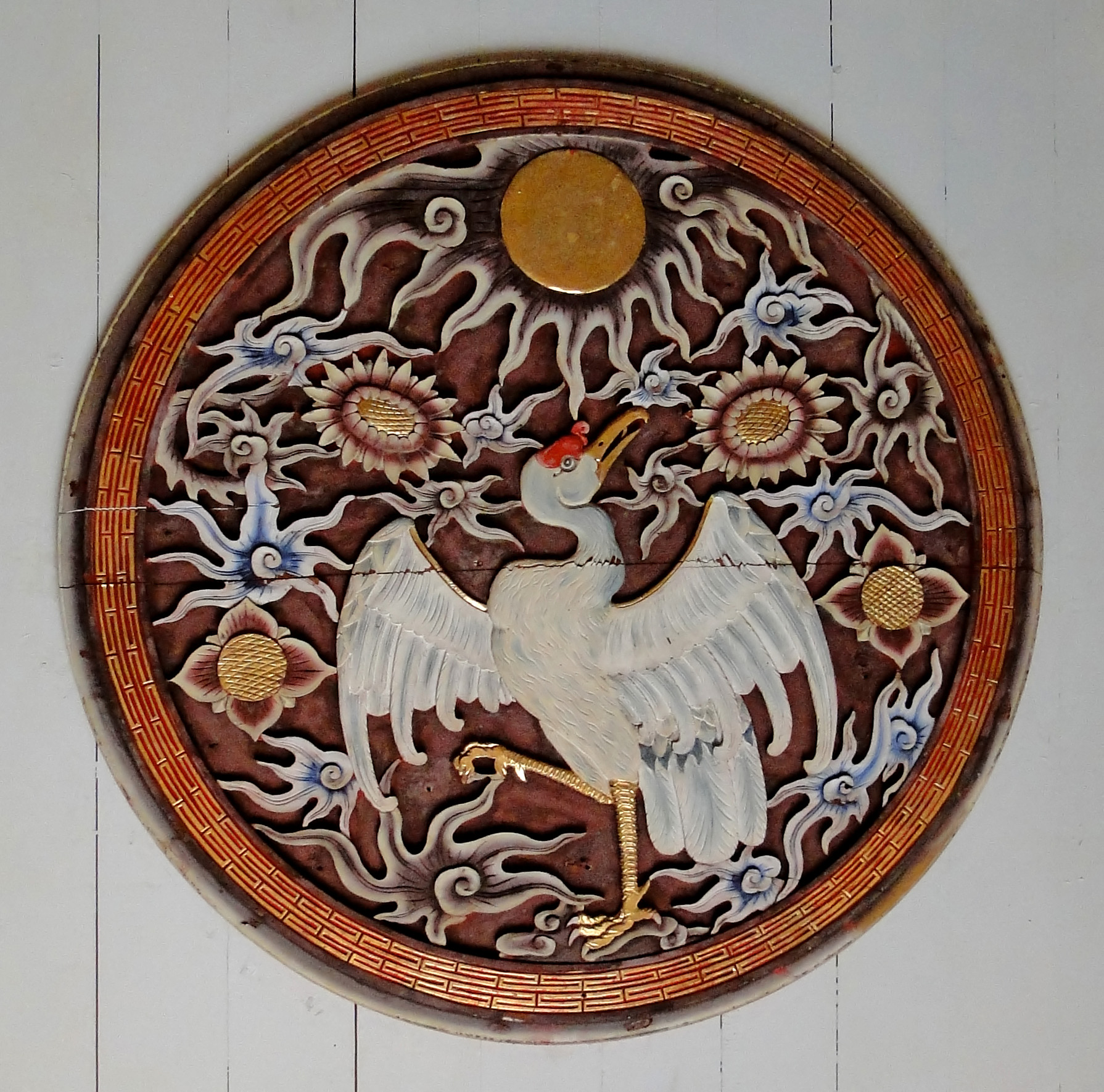
林安泰古厝裝飾

林安泰古厝在舊址時，席德進常帶一些外國朋友來參觀，也常帶他的學生前往寫生。1970年時代時，古厝尚有三、四百人族人居住。他們會以六房為一輪，每天早晚輪流至正廳上香。自出生就長於此的林柴竹在1970年代末回憶，十多年前附近尚是一片稻田，如今附近已是西式高樓大廈。過去的地景，曾在文化大學教書的吳承硯有繪成水彩畫。古厝旁有建安國小、毗鄰林肯大廈、面對大安國中。
拓寬敦化南路時，古厝後側有三分之二建築物在工程預定地上，面臨拆除。1976年8月5日晚，台北市長林洋港來林安泰古厝，次日上午宣佈將會把古厝重建於將新闢的木柵動物園內。8月24日，市府召開協調會議，林安泰族人表示，為使祖厝能永久保存，均願意送給市府擇地重建，但認為置於動物園內似有未妥，協調後增加青年公園、陽明山國家公園、通化公園、內湖風景開發區這四個遷移地點。由於圓山動物園遷建木柵尚無眉目，林洋港主張把拆除後，先予編號保存，等待動物園遷建後，再復建。市府工程局新建工程處委託李重耀辦理拆除前的測繪、編號，估算其建材中，磚石料約百分四十、木料約百分五十，卻多已破損朽壞。為計畫拆除，李重耀先畫了五十八張工程圖，後來不滿意又予重畫，增加為七十張工程圖。
1977年3月8日，新建工程處邀請有關專家討論拆遷問題，席德進、李乾朗皆反對拆遷。工務單位認為若不拆古屋，需將敦化南路採高架或地下道的方式通過，技術上有困難。王國璠讚同市府拆遷是決定果斷，因房屋為私人財產，若不拆又不能以國家公款來整建私產。10月13日下午2點半，林洋港再去林安泰古厝，決定仍是易地拆遷重建並作為中華民俗文物村。為勘查民俗村設置地，17日下午，林洋港和有關單位主管人，前往計劃中的內湖觀光區、國立故宮博物院附近公園預定地、及南港中央研究院後側，決定中研院後側的農業保護區土地可作民俗村用。12月12日，市府首長會報通過中華民俗文物村籌建構想，展示項目內容包含中華民族發展史、社會習俗、經濟生活、宗教生活、藝術生活五大項。
自1976年夏傳出林安泰古厝要拆遷的消息後，此宅成了全臺灣注目的焦點，從各地湧到的人潮參觀，連帶也有竊賊偷走了平安爐、千里眼與順風耳神像、福建的蠟燭台、甚至大廳中兩塊雕著廿四孝的木雕更被整塊偷走。1978年3月20日，古厝產權所有人代表林福傳對市府表達，祖宅如能原地保存，林家願意分文不取，開放供全國民眾及外賓參觀。對於林家要求拆遷提高補償費至二千萬元導致重建工作擱置，新建工程處處長蕭藏文於同月22日舉行記者會，聲明按法令規定，包括各項補償費在內，市府最高僅可付五百餘萬元。28日，經市府人員、古厝所有人代表、以及市議員林鈺祥的會同協調，市府願多增加一百萬元作補償。後來，敦化南路拓寬工程公告前兩個月就在林安泰設籍者，每戶補償每戶十萬元。

### 拆除過程
1978年6月18日下午，工人開始拆除準備作業。同月26日正式拆除之日上午，大廳、庭院擠滿林家的後代，管理員林敬令在祖先牌位前焚香告祭，然後新建工程處配合科彭科長接香，遞給十幾位拆建工人，眾人祈禱保祐拆建順利，燃鞭炮，由工人跨上兩座新做木梯，在馬背型屋背上象徵性拿起小鎯頭敲打，以代表拆建工程正式開始。林敬令發言他們會在先祖遺留的此地上，興建一棟新穎的房子，建築物將遙對當年祖先上岸之處。
依藍圖的拆除構想，先由兩側廂房拆起，再拆隔間，再處理最複雜的大廳、下院主樑、結構、木雕、花堵、堵格板。負責遷建工作的李重耀，吩咐工人使用的槌頭不得超過五磅，繩索限用草繩，袋子也以棉製或草編的為主，每塊石磚在敲下以前先要連續澆水四小時以稀化石灰和糯米混合物的粘接劑。各建材由工人用粉筆簡單記下編號，做來日拆建的依據。梁柱共有二萬零九百八十二才（建材計算單位）、磚石共三萬八千零九十三塊、瓦有二十四萬五十片。此次首創的編碼系統，成了未來臺灣古蹟維修建築的學習範例。當時，現場的一位建築規劃師目睹後，批評此種編號太過簡單，拆建後期碰上一些形態相似的石材、地磚、瓦片等，單靠百分之一的繪圖或照片可能會湊不起來。夏鑄九回憶，他目擊拆除工人並未用心處理拆下來，比起日本重建古蹟小心拆卸、逐項登錄，若有毀損立即登記處理予以修復，兩者簡直天壤之別。
李重耀特別要求運送建材的卡車將時速控制在二十公里以下，以免路面顛簸造成建材破損，同時每輛卡車也派專人押車，避免這些建材被偷。最初建材是堆在安和路靠近和平東路路邊，上面僅以塑膠篷蓋住，看管者還曾在木料中間起油鍋生火煮飯，待和平西路通往萬華的高架橋完工，就改放橋下。因和平西路陸橋排水口位置正好在倉庫頂部，雨水侵入造成木料浸溼，導致原有的粉筆和鋁片標記連李重耀都很難辨認。
李乾朗、席德進、馬以工、王鎮華在拆遷時一起討論及每人心目的臺灣十大民居，李乾朗列出此宅、馬興陳宅、林本源園邸、李騰芳古宅、筱雲山莊、霧峰林家宅園、摘星山莊、社口大夫第、餘三館、佳冬蕭宅。馬以工在皇冠文化的支持下，將漢寶德、孫鐵剛、李乾朗、王鎮華、席德進、黃鴻銘等專家學者探討林安泰古厝保存，編成書《再見林安泰》。此次保護運動，除促成《文化資產保存法》的制定外，也促進中華民國文化資產維護學會的成立。

### 搶救建材

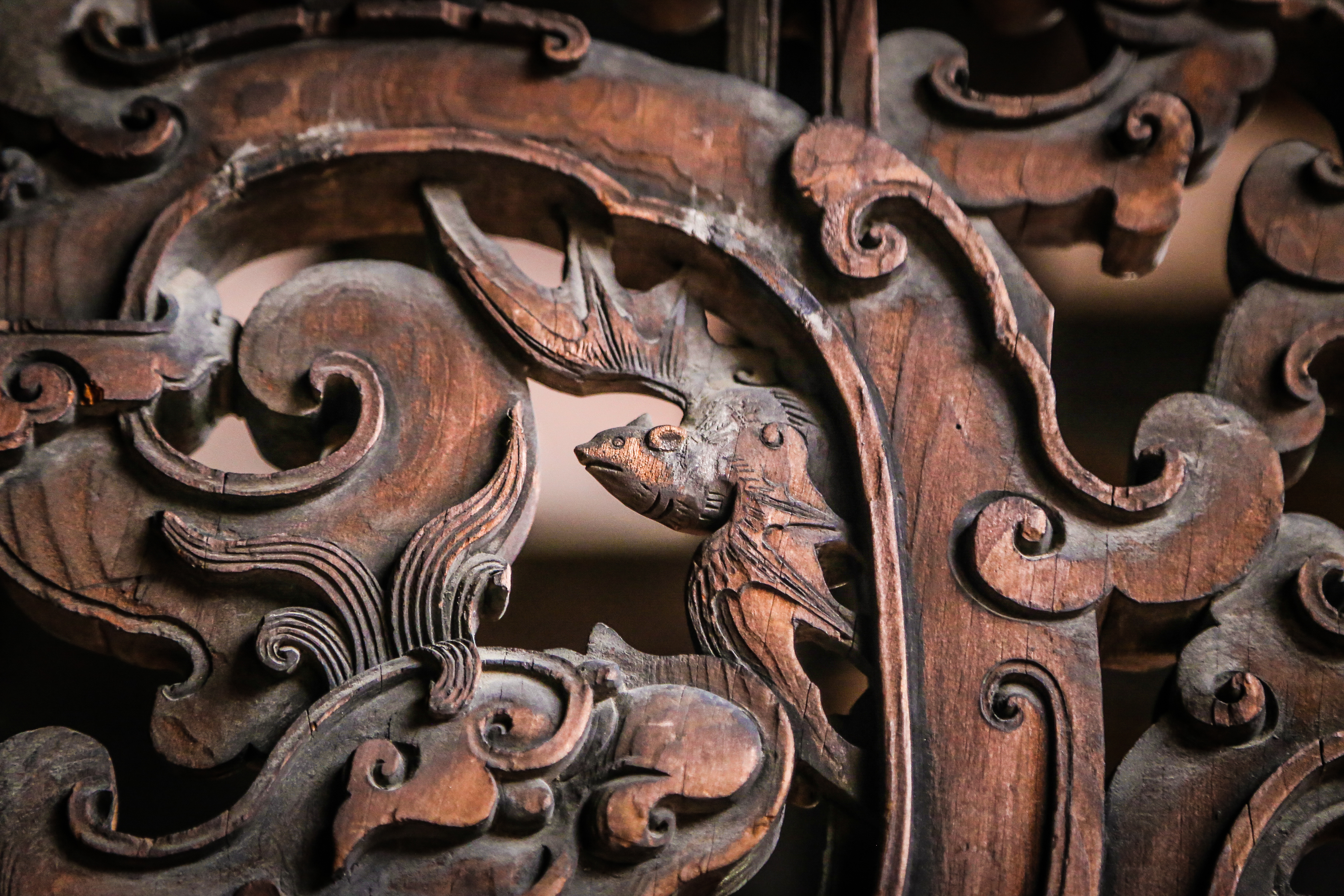
林安泰古厝窗扇蝙蝠木雕

林安泰古厝拆除後的一些古物寄放於四維路139號、143號及137巷3號之1的三棟古厝。這些地六十餘坪，登記在林安泰興業株式會社名下，後因部分族人想拆屋變地而引起家族糾紛。1980年12月13日，工務局拆除工作隊拆除四維路137巷3號之1旁一戶違建後，當天數十名工人帶一輛號碼被膠布遮住的挖土機，對路人假稱是工務局，拆毀三棟古厝，裡面的古物也損毀。
原先市府委託中央研究院民族學研究所進行中華民俗文物村的規劃，因財源有限，設立遙遙無期。民族研究所所長文崇一曾分別向省府主席林洋港、台北市長李登輝、高雄市長王玉雲呼籲，由中央、省、市共同合作建築中華民俗文化村，以安置林安泰古厝，但未收到任何反響，之後預定地更是成了公寓。之前李重耀1977年時就擔憂建材件數太多，若稍有不慎編號錯誤，重建就會發生困難，若不能邊拆邊建，那工程更加浩大。 1982年12月底，議員于秉溪等市議員在工務局局長成堅陪同下到倉庫內勘查林安泰古厝建材。
1983年1月4日，立法委員周文勇聽聞新建工程處擬議報廢這批建材，向行政院提出緊急質詢，指出有部份精品已流落市面出售，望文建會能會同有關部門儘快與市府協調，在三張犁靶場劃歸民俗文化村使用，聘請專家規劃設計以重建林安泰古厝。6日，工務局回覆，房子價值在於房舍整體結構，偷走一磚、一石根本不會有什麼價值，應不會發生失竊精品情形，又抱怨保管建材對工務局來說根本是陷阱。13日《民生報》舉辦商討如何搶救林安泰古厝的座談會，與會人士有夏鑄九、馬以工、林衡道、周文勇、于秉溪、李乾朗、李重耀與姚孟嘉等，一致呼籲應於新生公園立即重建林安泰古厝。次日，《民生報》刊出林衡道、馬以工等人投書。
台北市府新聞處對於專家在1983年1月質疑建材上已有白蟻痕跡，指稱是螞蟻。接著，記者轉問中研院動物研究所副所長周延鑫，得到螞蟻與白蟻兩者都會留下路徑的回答，未給肯定答案。從事除蟲業、曾為時任市長楊金欉清理臥室地板除白蟻的張長坤，18日晚專程到《民生報》社，表示依報紙刊出的照片與潮濕環境，絕對為白蟻所留，也願義務為林安泰建材倉庫驅除白蟻。

### 重建期間

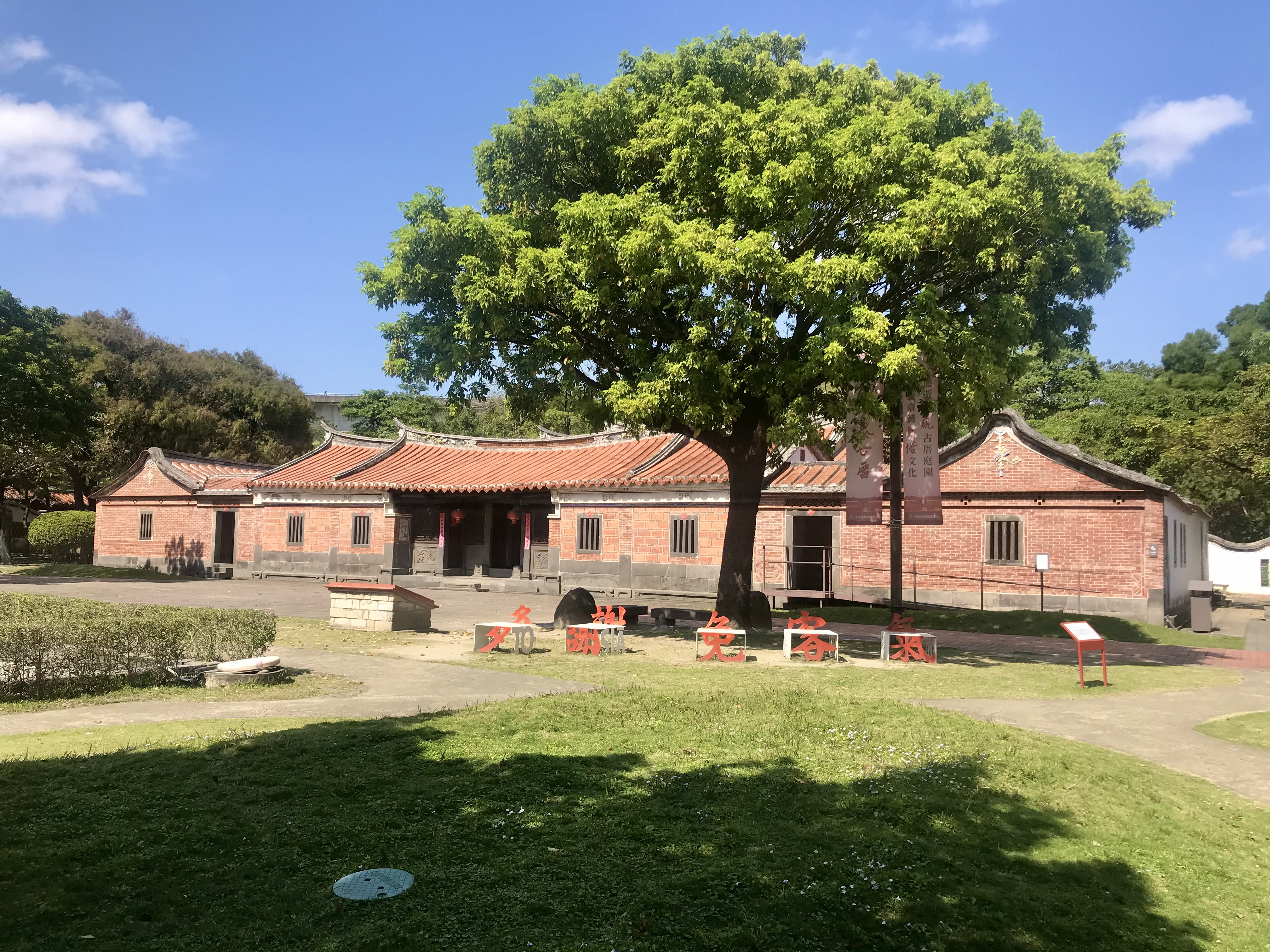
林安泰古厝前布置

1983年3月10日，市長楊金欉宣布為重建林安泰古厝，市府將於民國七十三年度編列二千萬元左右預算，等市議會通過該項預算之後才能考慮選擇地點。經文建會協調市府，由工務局都市計畫處納入濱江計畫範圍一併規劃，決定遷建於濱江公園。對市府沒有應允林家在正廳供奉祖先牌位的請求，李重耀認為可能市府擔憂被冠上圖利他人。由於林家不願捐出古厝原有家具，市府只好依原樣重新訂製。餐廳家具四十萬元、神明廳家具五十萬元、客廳家具一百萬元、廚房家具設備廿萬元、其他包括床、衣櫥、衣架、洗臉架、化妝架等六百卅萬元。5月17日，市議會工務審查會上，原先主張削減預算的議員陳俊雄不再堅持前議，通過二千六百七十八萬一千元預算。
1984年4月20日，慶仁營造廠以一千八百四十八萬元得標第一期重建工程。參與重建工程的工人包括數十位曾有彰化孔廟、鹿港龍山寺、三峽祖師廟等廟宇修復經驗的人。市府未找同批團隊執行，導致原按編碼排列的建材構件順序全亂。除部份橫樑因屋頂漏水而腐爛，及窗欞的木雕霉爛外，其他木料使用率近三分之二。7月31日下午，新建工程處處長康有為主持施工前協調會議。會中決定對有疑問的建材集中一處，由林相年、李乾朗、孫全文負責鑑定。原瓦片為福建安溪黑瓦，近八成瓦片因搬運碰撞而殘缺，改採三和瓦窯產品。靠山牆的柱子為避免潮溼與蟲害，便更換成檜木，木色上還是力求仿古。
1984年8月13日開工，1985年4月24日上樑，1985年11月15日第一期遷建工程完工。
1987年6月5日正式對外開放參觀，先由市府公園路燈管理處圓山公園管理所管理。林衡道批評重建後內外佈置錯誤，許多民眾參觀時，在場講解的學者專家常愕然不知如何是好。不過對曾住於此的林家後代來說，感覺像是回到老家、憶起從前的場景。
當時濱江公園因建立尚短，地面綠化不夠、面臨中山高速公路而背景突兀。第二期工程就包括清水磚圍牆、門樓、月眉池、竹林、園林綠化和管理設施等，由李重耀設計。之後專案會勘報告上，楊仁江便指出水池設計都相當現代化，前院種滿樹木與農業時代前院用來作農事的設計背道而馳，前低後高的風水也沒有表達出來。
1980年代末，陳德星堂亦曾規劃拆遷到濱江公園。

### 場地運用

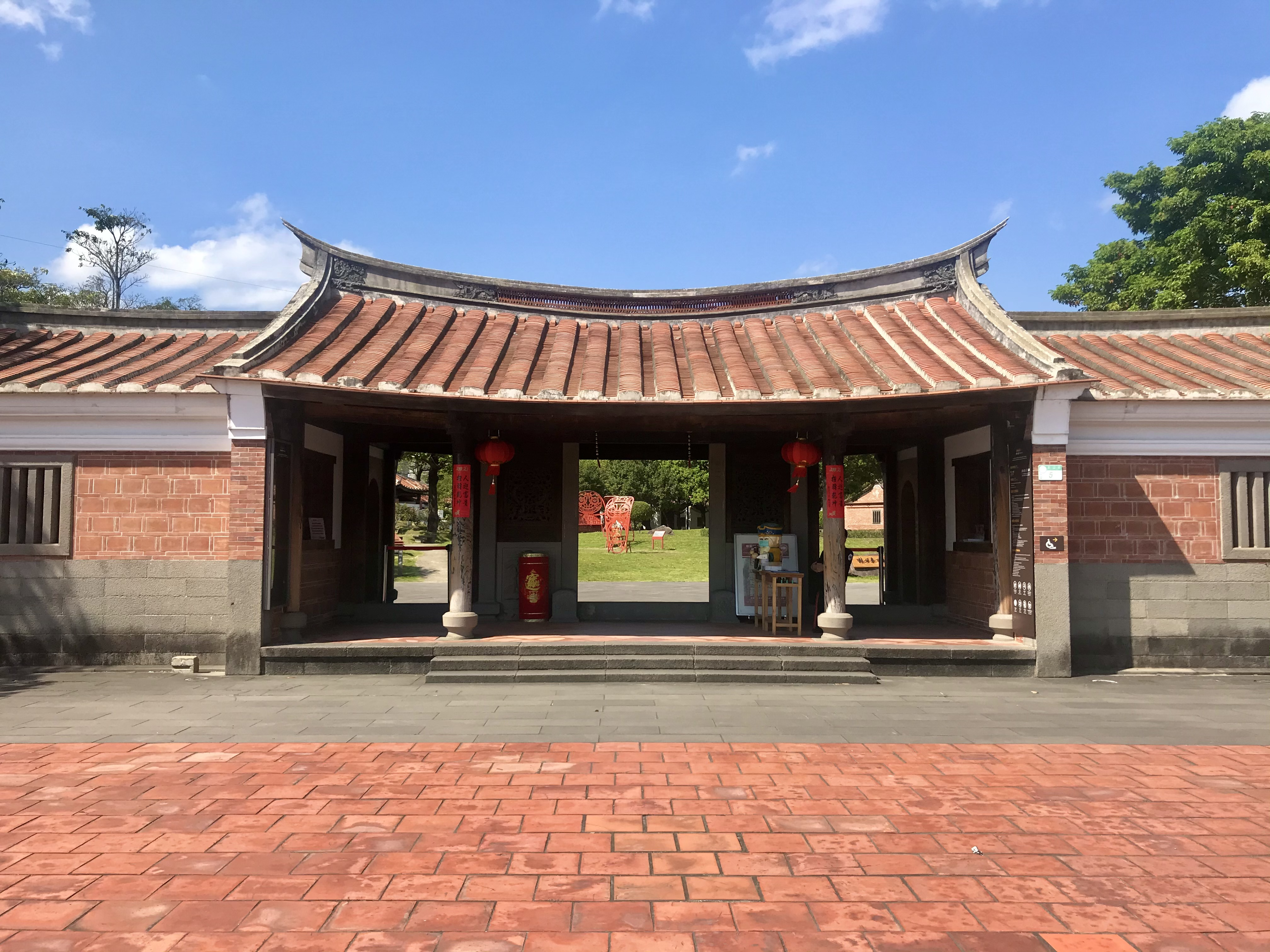
林安泰古厝民俗文化館入口

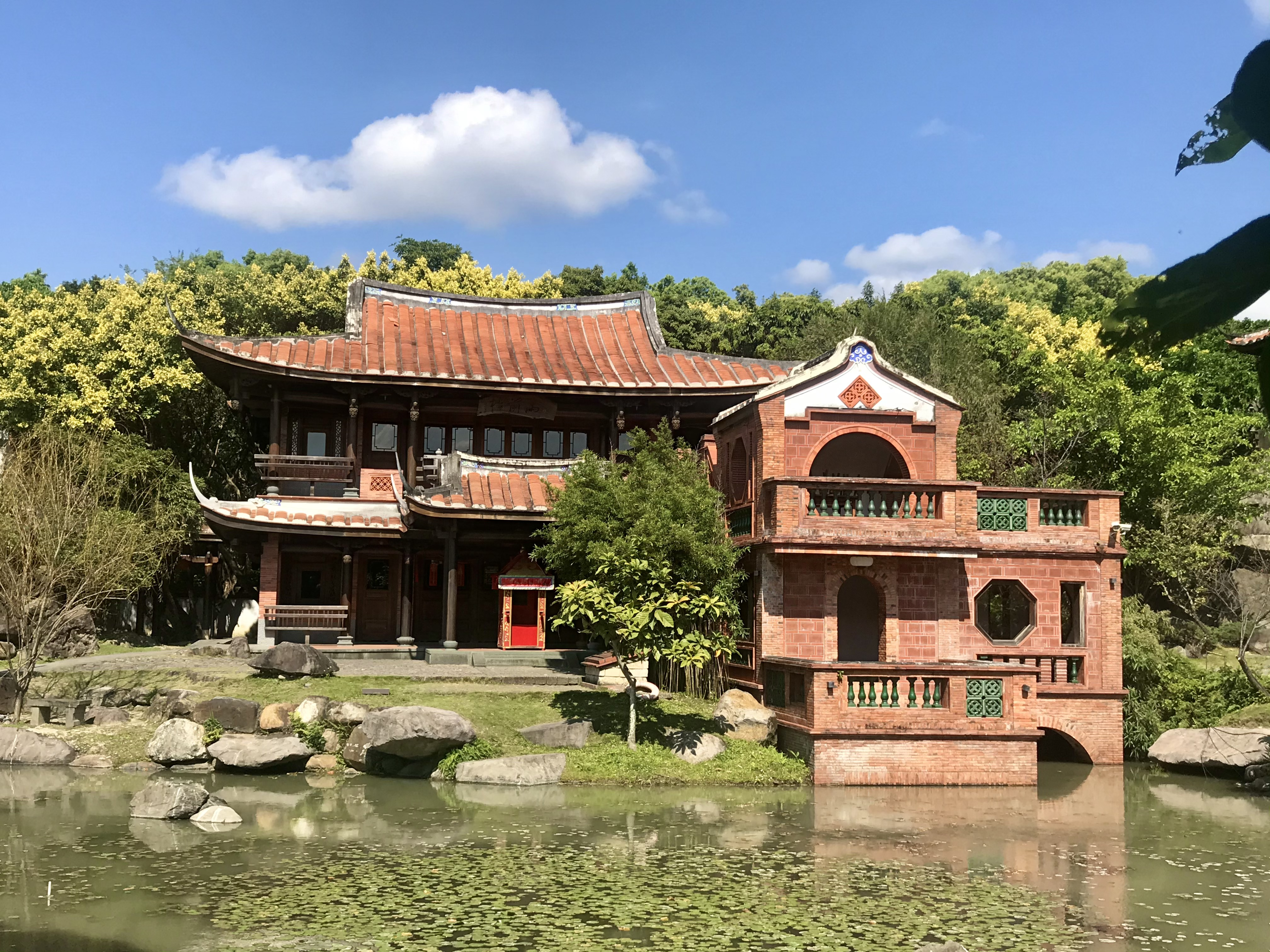
林安泰古厝民俗文物館雨前樓、隨月閣、映月池

1997年7月9日，市長陳水扁在民政局長陳哲男等人的陪同下視察林安泰古厝，指示民政局將古厝朝民俗文化村的方向規劃。1999年6月25日，民俗文物館空間規劃計畫公布，展示綱目初步擬定為：導入區、台北．台北人、林安泰的興起、林安泰古厝建築之美導覽、傳統民居的空間與生活機能、正廳、房與房間、臥房的陳設、寢室的起居與生活、衣物服飾、灶腳間、飯廳、食、書房、帳房與文房用具、客廳、農具間、土礱間與生產工具、交通、運輸、通訊、商業與交易、歲時年節、生命禮俗、宗教信仰、娛樂與遊藝、童玩、傳統音樂、民間戲曲演藝、民間工藝、民俗美術、吉祥與厭勝、及民俗體驗教室等二十九大項。7月2日，民政局的民俗文物館規劃報告期末審查會上，採納福雅設計工程公司的設計。2000年1月16日，民俗文物館工程開工。5月27日開館之日，林安泰家族從信義路的林安泰宗祠迎接林安泰牌位，安奉於林安泰古厝，由市長馬英九在民政局長林正修陪同下主持典禮。民俗館的整體展示從歷史簡介開始，再介紹明古厝的建築、方位、格局與林氏家族的關係，並概要式說明台北早期的凱達格蘭族與漢人墾民的生業、聚落形態、商業都市的興起。
韓劇《一枝梅歸來》劇組曾於2008年8月7日來此取景，以作丁一宇主角養父的住所。
2010年臺北國際花卉博覽會，市府斥資一億零六百卅萬元，在周圍建造仿古庭園作為花博展區使用，稱為「花茶殿」。

### 列入文保
林安泰古厝曾於1994年6月3日，由林衡道、黃富三、王啟宗這三位教授討論是否要列為古蹟，但因意見不一，暫緩提報。直到2012年11月5日，文化局公布林安泰古厝列為歷史建築，至於花博期間新增的庭園則不納入。

## 外部連結
- 林安泰古厝的Facebook專頁
- 官方网站